# دير ثوبا
دير ثوبا، حكم كرة قدم غابوني دولي سابق. و قد حكم في كأس الخليج 1992، وقد أدار مباراة منتخب قطر لكرة القدم ومنتخب الإمارات لكرة القدم في 6 ديسمبر 1992.